# Sternotomis strandi
Sternotomis strandi là một loài bọ cánh cứng trong họ Cerambycidae.